# Cyril Newall
Cyril Newall (ur. 15 lutego 1886 w Indiach, zm. 30 listopada 1963) – brytyjski wojskowy i polityk, dowódca Royal Air Force w pierwszych miesiącach II wojny światowej, gubernator generalny Nowej Zelandii w latach 1941–1946.

## Życiorys
Ukończył Królewską Akademię Wojskową w Sandhurst, po czym wstąpił do armii. W latach 1911–1913 uzyskał kwalifikacje pilota wojskowego, a następnie został instruktorem pilotażu służącym w Indiach Brytyjskich. W czasie I wojny światowej walczył we Francji. W 1926 został zastępcą szefa sztabu sił powietrznych, zaś w 1935 objął stanowisko dowódcy sił RAF na Bliskim Wschodzie. W 1937 otrzymał nominację na szefa sztabu RAF, co było wówczas najwyższym stanowiskiem w tym rodzaju wojsk przeznaczonym dla oficera służby czynnej i oznaczało faktyczne dowództwo nad brytyjskim lotnictwem. Musiał odejść ze stanowiska w 1940 po tym, jak stanowczo sprzeciwiał się wspieraniu przez RAF upadającej Francji. Jego niechęć do angażowania się na kontynencie była spowodowana obawami przed utratą znacznych sił, które mogłyby się przydać w razie ataku Niemiec bezpośrednio na Wielką Brytanię (obawy te znalazły wkrótce potwierdzenie w postaci bitwy o Anglię).
Po odejściu z armii otrzymał niezwykle prestiżowe, choć w praktyce głównie ceremonialne, stanowisko gubernatora generalnego Nowej Zelandii. Zgodnie z oczekiwaniami, był gorącym orędownikiem udziału tego kraju w wojnie. Został także zapamiętany ze swoich wpadek podczas publicznych przemówień. Jedno z jego orędzi radiowych zaczynało się od apostrofy Chłopcy z Marynarki, panowie z wojsk lądowych i dżentelmeni z lotnictwa...
Po powrocie do Europy otrzymał dziedziczny tytuł szlachecki barona Newall. Po jego śmierci w 1963, tytuł przejął jego syn Francis.

Herb lorda Newall